# 나짐 앗딘 아이유브

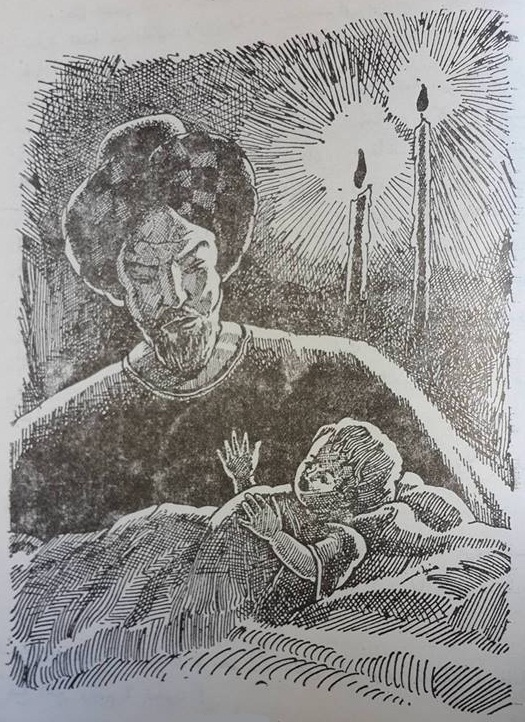

알말릭 알아프달 나짐 앗딘 아이유브 이븐 사디 이븐 마르완( الملك ألأفضل نجم الدين أيوب بن شاﺬي بن مروان, al-Malik al-Afdal Najm ad-Din Ayyub ibn Shadhi ibn Marawan, 생년 미상 ~ 1173년 8월 9일)은 쿠르드 출신의 장군이였으며, 드빈 출신의 정치인이기도 했다. 살라흐 앗 딘의 아버지이다.

## 나짐 앗 딘의 생애와 경력
아이유브는 쿠르드족 족장인 사디 이븐 마르완의 아들이며, 누르 앗 딘의 심복인 시르쿠의 형이다. 나짐 앗 딘과 시르쿠의 집안은 아르메니아의 쿠르드 왕조인 사다디드 왕조(the Shaddadid dynasty)와 깊은 관계에 있었다. 그러나 1130년 드빈에서 사다디드 왕조가 폐위되어 사디 이븐 마르완은 자신의 가족을 이끌로 바그다드를 거쳐서 티그리트로 이주했다. 사디 이븐 마르완은 그 지방의 지배자인 비흐루즈에 의해서 티그리트 지방의 통치자로 임명되었다. 사디 이븐 마르완이 죽자, 아이유브는 자신의 아버지의 지위인 티그리트 지방의 통치자를 이어받았다.
1132년 아이유브는 이마드 앗 딘 장기의 목숨을 구해주었다. 당시에 장기는 야심만만한 아바스 왕조의 수장인 칼리프 알무스타르시드 빌라와 대립 중에 있었다. 장기와 알무스타르시드는 티그리스 강 유역 티그리트 지방에서 전투를 치르었는데, 장기의 군대가 크게 패배하였다. 아타베그 자신도 적에게 잡히려 하는 찰나에 결정적으로 당시의 티그리트 지방의 통치자이자 젋은 쿠르드족 장교였던 아이유브가 끼어들었다. 장기는 아이유브의 도움으로 목숨을 구할 수 있었다.
어찌되든 아이유브의 형제인 시르쿠가 티그리트에서 어떤 여인의 명예를 위해 한 남자를 죽였고, 그에 대한 처벌로써 시르쿠는 추방 당했다. 이 날 밤에 아이유브의 아들인 -후에는 살라흐 앗 딘으로 알려지는- 유수프(요셉)이 태어났다. 장기는 아이유브를 발베크의 통치자로 임명했다. 1146년 발베크가 무인 앗 딘 우나르에게 포위 당하자, 아이유브는 그 요새를 우나르에게 넘겼다. 그러는 동안에 시르쿠는 장기의 아들인 누르 앗 딘-당시에 누르 앗 딘은 다마스쿠스를 탐내고 있었다.-을 섬기고 있었다. 1148년 제2차 십자군의 공격에 다마스쿠스가 포위 당하자, 누르 앗 딘의 군대는 무인 앗 딘과 동맹을 맺었다.
1153년에 아이유브는 다마스쿠스가 결국에는 항복하지 않을수가 없도록 내부의 공모 조직을 엮는 일을 꾸몄다. 결국 아이유브가 용의주도하게 짠 조직망은 도시 민병대로부터 호의에 가까운 중립을 얻어냈다. 군대의 일부 지휘관들도 같은 입장을 보였다. 다마스쿠스의 지배자인 무지르 앗 딘 아바크의 곁에 있는 소수의 측근들 만이 무력 저항을 주장했다. 누르 앗 딘은 이 소수의 측근들이 아바크에 대항한 모반을 꾸민다는 소문을 퍼뜨렸고, 아바크는 이 측근들의 일부를 처형하거나 구금시켰다. 아바크는 완전히 고립되고 말았다. 1154년 4월 18일에 누르 앗 딘이 군사를 이끌고 다마스쿠스 앞에 도착했고, 4월 25일 일요일에는 다마스커스를 정복했다.

## 죽음
1173년 7월 31일, 나짐 앗 딘은 낙마 사고로 인해서 혼수 상태에 빠졌고, 그해 8월 9일에 사망했다. 아이유브의 죽음은 살라흐 앗 딘과 누르 앗 딘 사이의 관계를 얼어붙게 만들었다. 하지만 많은 이들이 예견한 누르 앗 딘과 살라흐 앗 딘 사이의 대립이 일어나지는 않았다. 누르 앗 딘이 그 다음해인 1174년 5월 15일에 사망했기 때문이다. 살라흐 앗 딘은 곧 시리아 마저도 차지하게 되었다.
바하 앗 딘에 의하면 아이유브는 "귀족적이며, 자비로운 동시에 온후한 사람이며 … 폴로를 열렬히 좋아했다." 이븐 알칼라니시는 거대한 군세의 앞에서 발베크를 영예롭게 넘긴 아이유브를 "결단력이 강하며, 지성과 정사에 관한 지식이 풍부한 남자"라고 평가했다.
그의 이름인 아이유브(욥)은 살라흐 앗 딘이 세운 아이유브 왕조의 어원이 되었다.

## 자식들
아이유브는 여러명의 아들을 가졌다고 한다. 여식들에 대해서는 알려진 바가 없다.
- 누르 앗 딘 샤한 샤 (1148년 사망)
- 살라흐 앗 딘 유수프 (1137 ~ 1193)
- 알말릭 알아딜 사이프 앗 딘 아부 바크르 아흐마드 (1145 ~ 1218)
- 알말릭 알무아잠 샹즈 앗 다우라 투란샤 (1181년 사망)
- 타즈 알물룩 아부 사이드 부리 (1184년 사망)
- 알말릭 알아지즈 사이프 알이슬람 투그테긴 (1197년 사망)